# Karolina Lubliner-Mianowska
Karolina Anna Maria Lubliner-Mianowska ps. Bukowa Jagoda (ur. 28 kwietnia 1899 w Warszawie, zm. 18 listopada 1963) – polska botaniczka, działaczka harcerska.

## Życiorys
Karolina Lubliner ukończyła Średnią Szkołę Handlową w 1916 roku i botanikę na Wydziale Filozoficznym Uniwersytetu Warszawskiego. W 1925 roku uzyskała doktorat. Następnie pracowała w prywatnych zakładach badawczych na Polesiu, interesując się tematyką torfowisk. Uczyła też biologii w średnich szkołach na prowincji. W latach 1928–1939 pracowała jako wolontariuszka w zakładzie systematyki i geografii roślin Uniwersytetu Warszawskiego. W okresie okupacji ze względu na swoje żydowskie pochodzenie ukrywała się w Warszawie, a następnie pracowała w Muzeum Fizjograficznym w Krakowie. Podczas powstania warszawskiego zorganizowała, wraz z grupą harcerek, punkt opieki nad warszawskimi dziećmi w Konstancinie.
Po wojnie pracowała w Ministerstwie Rolnictwa jako referent torfowy, a od 1946 roku przez 10 lat na stanowisku adiunkta Katedry Botaniki Politechniki Gdańskiej, następnie, w latach 1956–1960 – w Zakładzie Ochrony Roślin PAN, i w latach 1960–1963 – w Państwowym Instytucie Hydrologiczno-Meteorologicznym w Gdyni jako kierownik sekcji datowania osadów morskich .
Przed wojną ogłosiła 10 prac naukowych, po wojnie – kolejnych 17, głównie na temat mchów, porostów, miodów i osadów morskich.
Była członkinią Polskiego Towarzystwa Botanicznego i współzałożycielką oddziału Polskiego Towarzystwa Przyrodników im. Kopernika w Gdańsku.
Jej pasją było harcerstwo. W 1919 roku była drużynową jednej z drużyn warszawskich. Była harcmistrzynią ZHP. Miała przydomek „Bukowa Jagoda”. Była jedną z redaktorek miesięcznika harcerek polskich „Skrzydła” wydawanego w Warszawie w latach 1930–1939.

Po wojnie napisała wspomnienie pt. Harcerskie domy dziecięce w Konstancinie wydane w książce Harcerki 1939–1945. Relacje pamiętniki (PWN, 1983).

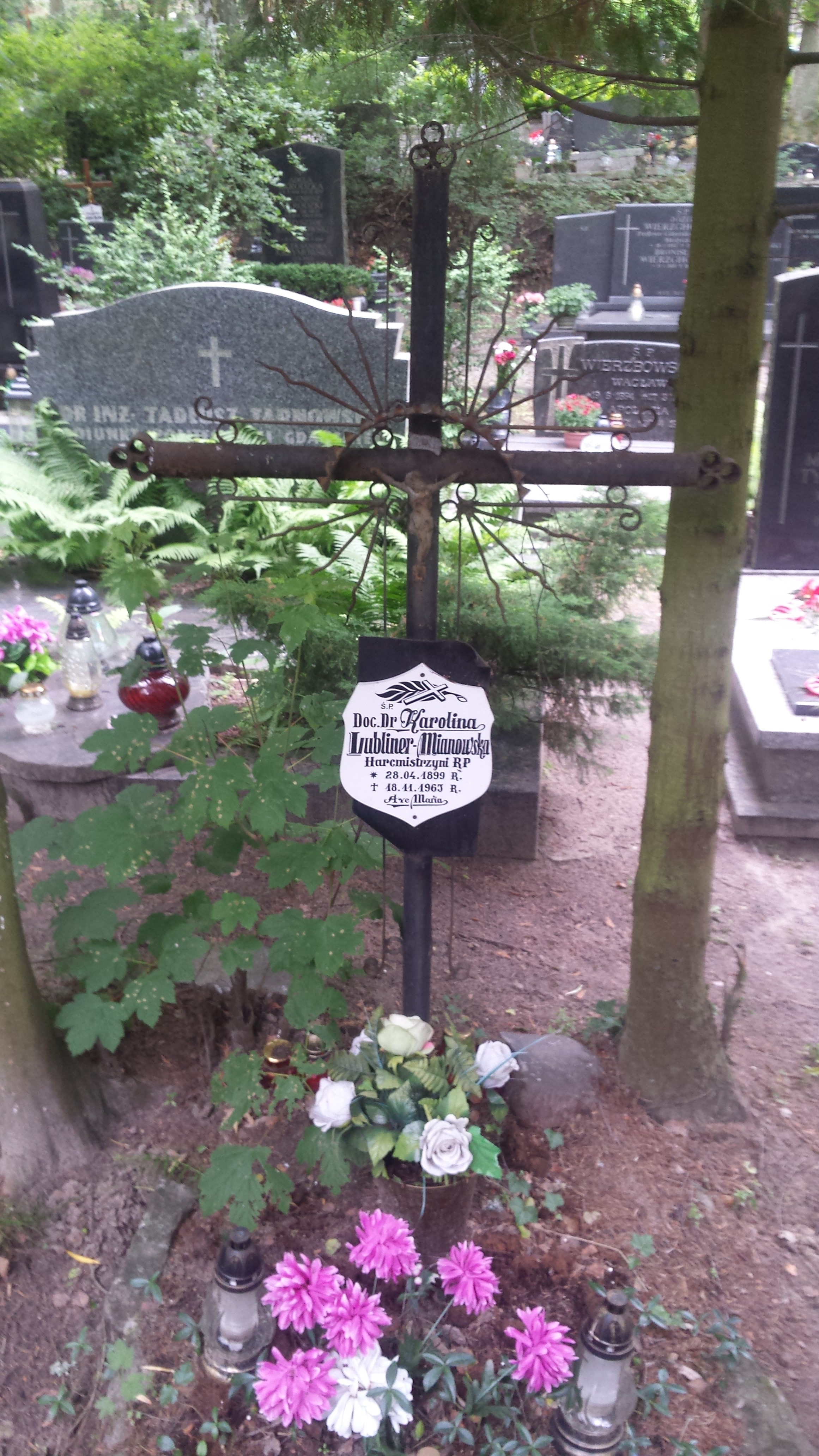
Grób Karoliny Lubliner-Mianowskiej na Srebrzysku

## Życie prywatne
Karolina Lubliner był córką Stanisława Leopolda Lublinera i Eugenii Cohn (1869–1940). Miała troje rodzeństwa: Anielę, Wiktora Ostrowskiego i Stefana. Nie założyła rodziny. W czasie okupacji używała nazwiska „Mianowska”, które przyjęła urzędowo w 1948 roku. 
Została pochowana na gdańskim Cmentarzu Srebrzysko (rejon IX, kwatera profesorów).

## Ordery i odznaczenia
- Srebrny Krzyż Zasługi (11 listopada 1934)[5]